# Ein fast perfekter Mörder
Ein fast perfekter Mörder (Originaltitel: Delitto quasi perfetto) ist eine italienisch-französische  Kriminalkomödie aus dem Jahr 1966 von Mario Camerini. Das Drehbuch verfasste er selbst zusammen mit Leonardo Benvenuti, Piero de Bernardi, Ernesto Gastaldi und Lorenzo Gicca Palli. In den Hauptrollen sind Philippe Leroy, Pamela Tiffin, Graziella Granata und Bernard Blier zu sehen.

## Inhalt
Der sympathische aber etwas schusselige junge Journalist Paolo Respighi wird vom Pech verfolgt und eines Tages von seiner Zeitung vor die Tür gesetzt. Doch dann scheint ein Knüller auf ihn zu warten: Ein in der Stadt begangenes Verbrechen bringt ihn auf die Spur der jungen Millionenerbin Annie Robson, die ihrem Reichtum mit einem Dampfer entgegenfährt. Dabei wird sie jedoch von Gangstern gleich mit zwei Banden auf einmal belauert. Auch der Onkel, Testamentsvollstrecker und Verwandter sowie ein sich in die Angelegenheiten einmischender Geschäftspartner haben keine reine Weste. Zu allem Überfluss findet sich auch noch eine Doppelgängerin der schönen jungen Dame ein – Annie 2 –  und verwirrt das Ganze noch mehr. Der Reporter hingegen, eifrig bemüht, sein Berufsglück endlich beim Schopf zu fassen, kann schließlich den recht verwickelten Fall lösen. Helfer waren dabei seine Gegenspieler selbst, wenn auch unbewusst und ungewollt.

## Veröffentlichung
Zum ersten Mal ins Kino kam der Film am 28. April 1966 in Italien. In der Bundesrepublik Deutschland hatte er seine Premiere am 24. Februar 1967. In der DDR konnte man den Film erstmals am 6. Dezember 1968 unter dem Titel Ein fast perfektes Verbrechen sehen.

## Kritiken
Der Evangelische Film-Beobachter zeigt sich voll des Lobes: „Schwungvolle italienisch-französische Parodie auf den gängigen Kriminal- und Agentenfilm. Gute Regie und gute Darstellerleistungen. Amüsant anzuschauen.“ Eine ganz andere Meinung von dem Werk hat dagegen das Lexikon des internationalen Films. Es nennt den Film kurz und bündig ein „langatmiges Kriminalspiel.“